# Šochet

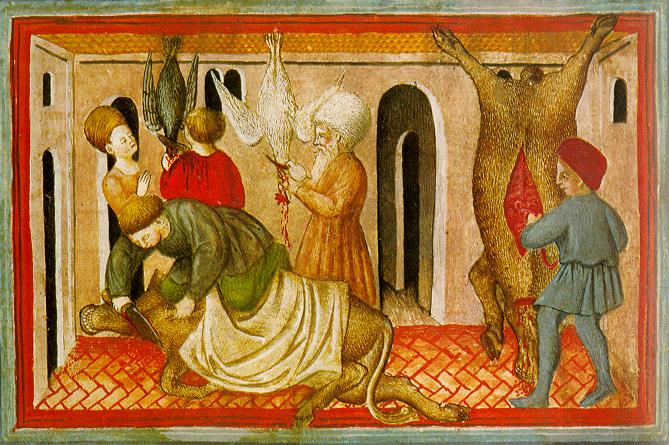
Vyobrazení práce šocheta z 15. století.

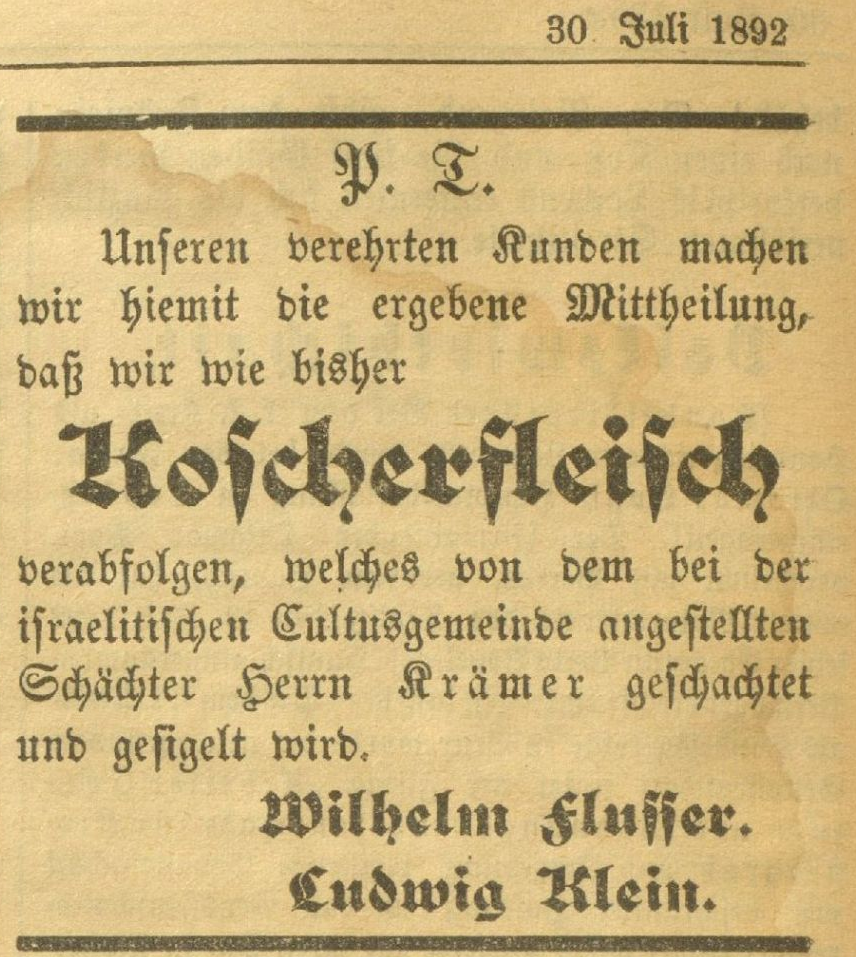
Reklama z r. 1892 z dobového teplického periodika Teplitz-Schönaeur Anzeiger, na prodej košer masa od místních šochetů Wilhelma Flussera a Ludwiga Kleina.

Šochet (hebrejsky שוחט‎) je židovský řezník. Jeho úkolem je porážet zvířata podle zásad šchity - košer porážky zvířat. Šochet vykonává porážku košer savců a drůbeže. Zásady košer porážení jsou velmi složité, a proto musí každý šochet absolvovat speciální kurz, který končí náročnou zkouškou. Každý šochet musí být halachický praktikující žid.

## Jednoduchý popis práce šocheta
Šochet během šchity:
1. zvíře prohlédne a ujistí se, že je zdravé.
2. připraví nůž na porážku - nůž musí být ostrý, nesmí na sobě mít žádný zub nebo jiný záhyb. Nůž by také měl být dostatečně dlouhý (1,5 až 2× delší než je šířka krku poráženého zvířete).
3. ujistí se, že zařezávání nevidí jiná zvířata. (součástí pravidel šchity[zdroj⁠?!] je i zásada nestresovat ostatní zvířata ze smrti ostatních),
4. najde na krku zvířete předepsané místo pro zářez a očistí je,
5. zvíře nepřerušovaným tahem nože zařízne a nechá vykrvácet,
6. znovu zkontroluje nůž a ránu zvířete, aby se ujistil, že zaříznutí proběhlo předepsaným způsobem,
7. po porážce zvíře ještě jednou prohlédne, u dobytku a zvěře vyšetří jejich plíce, aby zjistil případná poškození,
8. u ptáků a zvěře provede přikrytí krve,
9. odstraní části zvířete, které jsou podle zásad košer stravování zakázány (tzv. chelev).
10. naporcuje maso, nasolí jej středně hrubou solí, která vytáhne z masa zbylou krev. Po odstranění všech zbytků krve je maso připravené ke kuchařské úpravě a následné konzumaci.